# X7
X7 var en motorvagn tillverkad av ASEA och AB Svenska Järnvägsverkstäderna i Linköping mellan 1949 och 1951. I typen ingick också en motorlös manövervagn med benämningen UB7X. X7 hade förutom sittplatser även resgodsutrymme; beroende på dettas storlek kunde den ta antingen 64 eller 74 passagerare. UB7X saknade resgodsutrymme och tog alltid 94 passagerare. X7 hade samma rödbruna färg som övriga SJ-tåg vid den här tiden.
X7 var multipelkörbar, dvs flera X7:or kunde kopplas ihop. Dock klarade varje motorvagn bara av att dra en manövervagn så en vanlig sammansättning var en X7 samt en UB7X.
Typen sattes in för lokaltransporter i Skåne (Malmö-Lund-Eslöv, Eslöv-Landskrona och Malmö-Kävlinge) och i Göteborgstrakten.
I samband med att Pågatågen skapades 1983 ersattes X7 av X10 i Skåne; ett par år senare försvann den även från Göteborgs trafikdistrikt.